# الاضطراب الانفجاري المتقطع
الاضطراب الانفجاري المتقطع (بالإنجليزية: Intermittent explosive disorder)‏ هو اضطراب سلوكي يتضمن فترات متكررة وفجائية من السلوك القهري، أو العدواني، وغالبًا إلى درجة الغضب، والتي يكون رد الفعل فيها بعيدًا عما يقتضيه الموقف (على سبيل المثال، الصراخ الاندفاعي الناجم عن الأحداث غير الهامة نسبيًا). العدوان الاندفاعي بدون سابق تحذير، ويعرف برد فعل غير متناسب على أي استفزاز حقيقي أو متصور. أبلغ بعض الأفراد عن حدوث تغييرات عاطفية قبل حدوث فورة (على سبيل المثال، التوتر وتغيير الحالة المزاجية وتغيرات الطاقة وما إلى ذلك).
يصنف الاضطراب حاليًا في الدليل التشخيصي والإحصائي للاضطرابات العقلية (DSM-5) ضمن فئة «اضطرابات التخبط والتحكم والسلوك». لا يمكن تمييز الاضطراب بحد ذاته بسهولة وغالبًا ما يظهر اعتلالًا اعتلاليًا مع اضطرابات مزاجية أخرى، لا سيما الاضطراب الثنائي القطب. أفاد الأفراد الذين شخصت إصابتهم بالاضطراب عن تفجرهم لفترة قصيرة (تدوم أقل من ساعة)، مع مجموعة متنوعة من الأعراض الجسدية (التعرق، التأتأة، ضيق الصدر، ارتعاش، خفقان) التي أبلغ عنها ثلث العينة. غالبًا ما يشعر المريض ببعض الارتياح النفسي مع الإرهاق بعد النوبة. ويشعر لاحقاً بتأنيب الضمير، أو الندم، أو الخجل.

## الفزيولوجيا المرضية
رُبط السلوك الاندفاعي وخاصةً الاستعداد الاندفاعي للعنف بانخفاض معدل دوران السيروتونين في الدماغ والذي يمكن كشفه من خلال انخفاض تراكيز 5-هيدروكسي إندول حمض الأسيتيك في السائل الدماغي الشوكي. إذ تبين أن هذه الركيزة تؤثر على نواة فوق التصالبة في الوطاء وهذه النواة هي هدف للناقل العصبي السيروتونين الذي يُفرز من نَوَى الرِّفاء الظهرية والوسطى ويلعب دورًا في الحفاظ على النظم الليلي النهاري وتنظيم نسبة السكر في الدم. قد يكون ميل تراكيز 5-هيدروكسي إندول حمض الأسيتيك للانخفاض وراثيًا. إذ اقتُرح أنه من المحتمل أن المكون الوراثي المفترض لانخفاض تراكيز 5-هيدروكسي إندول حمض الأسيتيك متوافق مع العنف الاندفاعي. السمات الأخرى المرتبطة بالاضطراب الانفجاري المتقطع هي انخفاض نشاط العصب المبهم ونقص إفراز الأنسولين. التفسير المقترح للاضطراب الانفجاري المتقطع هو تعدد الأشكال في المورثة المسؤولة عن إنتاج إنزيم هيدروكسيلاز التريبتوفان الذي ينتج المركب الطليعي للسيروتونين، إذ لوحظ وجود هذا النمط الجيني بشكل أكثر شيوعًا عند الأفراد ذوي السلوك الاندفاعي.
قد يرتبط الاضطراب الاندفاعي أيضًا بوجود آفات على قشرة فص الجبهة مع وجود ضرر في هذه المناطق بما في ذلك اللوزة الدماغية، مما يزيد من حدوث السلوك الاندفاعي والعدواني عند الفرد وانخفاض قدرته على توقع نتائج أفعاله. ترتبط الآفات في هذه المناطق أيضًا باضطراب التحكم في نسبة السكر في الدم، مما يؤدي إلى تراجع الوظائف الدماغية في هذه المناطق، والتي ترتبط بالتخطيط واتخاذ القرار.
قدرت عينة وطنية في الولايات المتحدة أن معايير الاضطراب الانفجاري المتقطع تنطبق على 16 مليون أمريكي.

## التشخيص

### التشخيص بحسب الدليل التشخيصي والإحصائي للاضطرابات النفسية (الطبعة الخامسة)
تشمل المعايير الحالية لتشخيص الاضطراب الانفجاري المتقطع في الدليل التشخيصي والإحصائي للاضطرابات النفسية (الطبعة الخامسة):
- نوبات غضب متكررة يظهر خلالها العجز عن التحكم في الاندفاعات، بما في ذلك أي من التالي:
  - الاعتداء اللفظي (نوبات غضب، حجج لفظية، عراكات) أو الجسدي الذي يحدث مرتين في فترة أسبوع لمدة ثلاثة أشهر على الأقل ولا يؤدي إلى إحداث أذى مادي أو جسدي (المعيار إيه1)
  - ثلاثة نوبات غضب تتضمن إحداث أذى مادي أو جسدي خلال عام واحد (المعيار إيه2)
- سلوك عدواني بدرجة أكبر بكثير مما يقتضيه الكرب النفسي الاجتماعي (المعيار بي)
- نوبات الغضب غير المتعمدة ولا تخدم أي هدف مقصود (المعيار سي)
- تتسبب النوبات في حدوث ضيق أو ضعف في الأداء الوظيفي أو تؤدي إلى عواقب مالية أو قانونية (المعيار دي)
- يجب ألا يقل عمر الفرد عن ست سنوات (المعيار إي)
- لا يمكن تفسير الأعراض بأي اضطراب نفسي آخر أو حالة طبية أو تعاطي المخدرات (المعيار إف)

من الضروري الإشارة إلى أن الدليل التشخيصي والإحصائي للاضطرابات النفسية (الطبعة الخامسة) الحالي يشتمل على معيارين منفصلين لأنماط نوبات الغضب العدوانية (إيه1 وإيه2) مدعمان بالأدلة التجريبية:
- المعيار إيه1: نوبات من الاعتداء اللفظي و/أو الاعتداء الجسدي غير المؤذي، غير المدمر وغير الضار، والتي تحدث بمعدل مرتين أسبوعيًا لمدة ثلاثة أشهر. يمكن أن يشمل ذلك نوبات الغضب، الشتائم، الجدالات/المشاجرات اللفظية أو الاعتداء دون إلحاق أذى. يشمل هذا المعيار النوبات عالية التكرار/منخفضة الشدة.
- المعيار إيه2: نوبات أكثر عدائية/إلحاقًا للضرر تكون أقل تكرارًا وتحدث وسطيًا بمعدل ثلاث مرات خلال فترة عام. يمكن أن تكون هذه تدميرًا لشيء ما بغض النظر عن القيمة أو الاعتداء على حيوان أو فرد. يشمل هذا المعيار نوبات عالية الشدة/قليلة التكرار.